# 阿尔泰棘豆
阿尔泰棘豆（学名：Oxytropis altaica）为豆科棘豆属下的一个种。